# Nikolai Wassiljewitsch Zizin

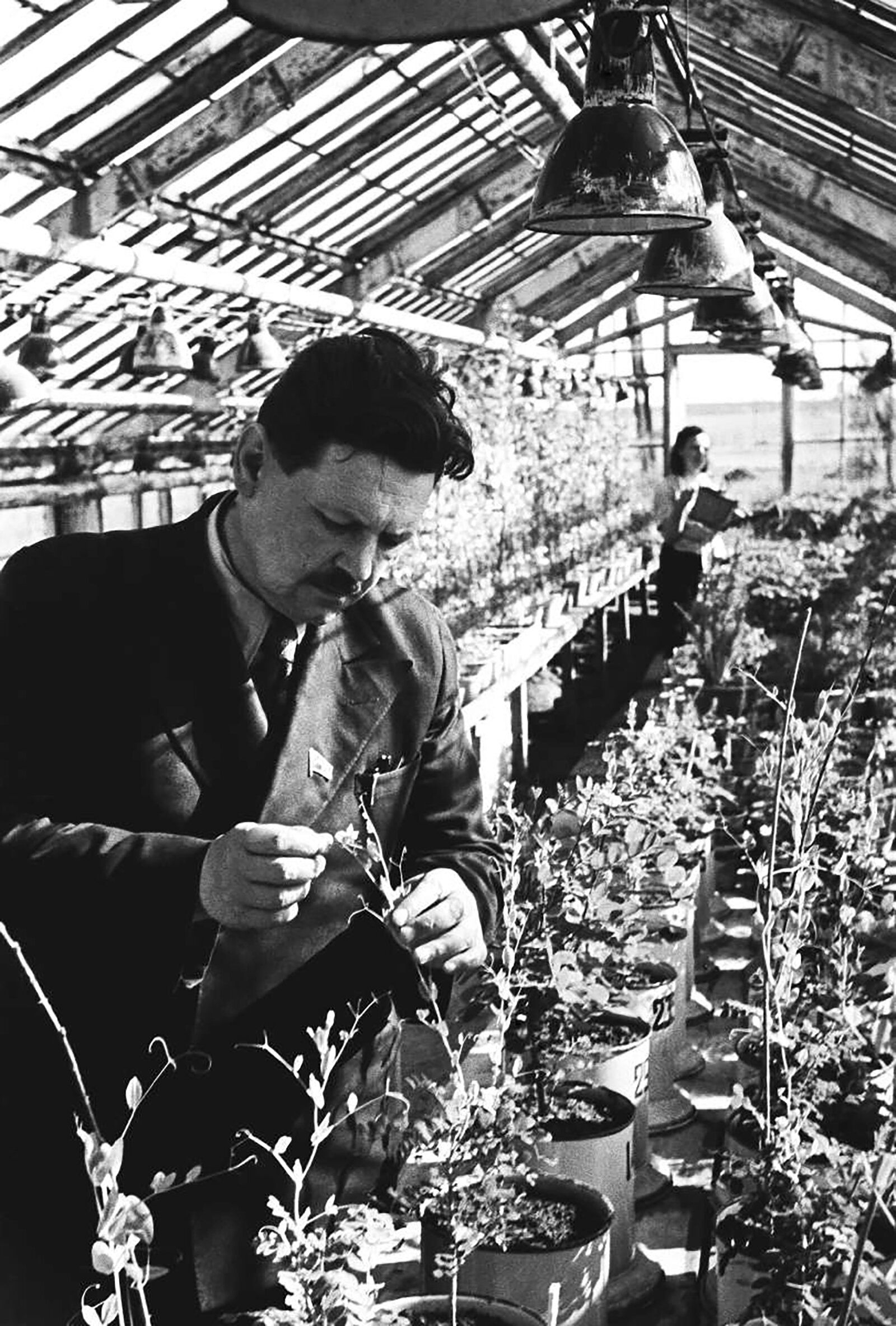
1947

Nikolai Wassiljewitsch Zizin (russisch Николай Васильевич Цицин; * 6. Dezemberjul. / 18. Dezember 1898greg. in Saratow; † 17. Juli 1980 in Moskau) war ein russischer bzw. sowjetischer Biologe und Botaniker.
Sein botanisches Autorenkürzel lautet „Tsitsin“.
Zizin war ab 1945 bis zu seinem Tod fünfunddreißig Jahre lang erster Direktor des heute nach ihm benannten Botanischen Gartens Moskau.
Seine Hauptforschungsgebiete waren die Züchtung neuer Getreidearten zur Ertragssteigerung und die allgemeine Erforschung der Langlebigkeit und Lebensverlängerung auch beim Menschen.
Zizin war Mitglied mehrerer wissenschaftlicher Akademien (seit 1939 der Akademie der Wissenschaften der UdSSR), Träger zahlreicher sowjetischer Orden und Preisen (7-mal Leninorden, 2-mal Held der sozialistischen Arbeit, Orden des Roten Banners der Arbeit, Orden der Oktoberrevolution, Stalinpreis, Leninpreis, Ordre du Mérite agricole) und Abgeordneter im Obersten Sowjet der UdSSR in den Legislaturperioden 1938–1946, 1950–1954 und 1954–1958.